# Посёлок ГЭС (Рыбинск)
Поселок ГЭС, или ГЭС-14 — микрорайон в городе Рыбинске Ярославской области.

## Расположение
Микрорайон расположен на левом берегу Волги, возле устья реки Шексны выше по течению. На западе микрорайон граничит с дачным массивом «Жуковка» и исправительной колонией № 12. На юге и востоке микрорайон ограничен реками Шексной и Волгой. На севере граничит с промзоной Рыбинской ГЭС.
Микрорайон имеет размеры 1,5 км вдоль Волги и 1 км в сторону ГЭС. В западной части этой территории расположены массив малоэтажных домов, построенных для работников Рыбинской ГЭС, в восточной — дачные участки и бывшее село Васильевское, находящееся на стрелке Волги и Шексны. В более узком смысле под поселком ГЭС подразумевают только массив малоэтажных домов.

## История

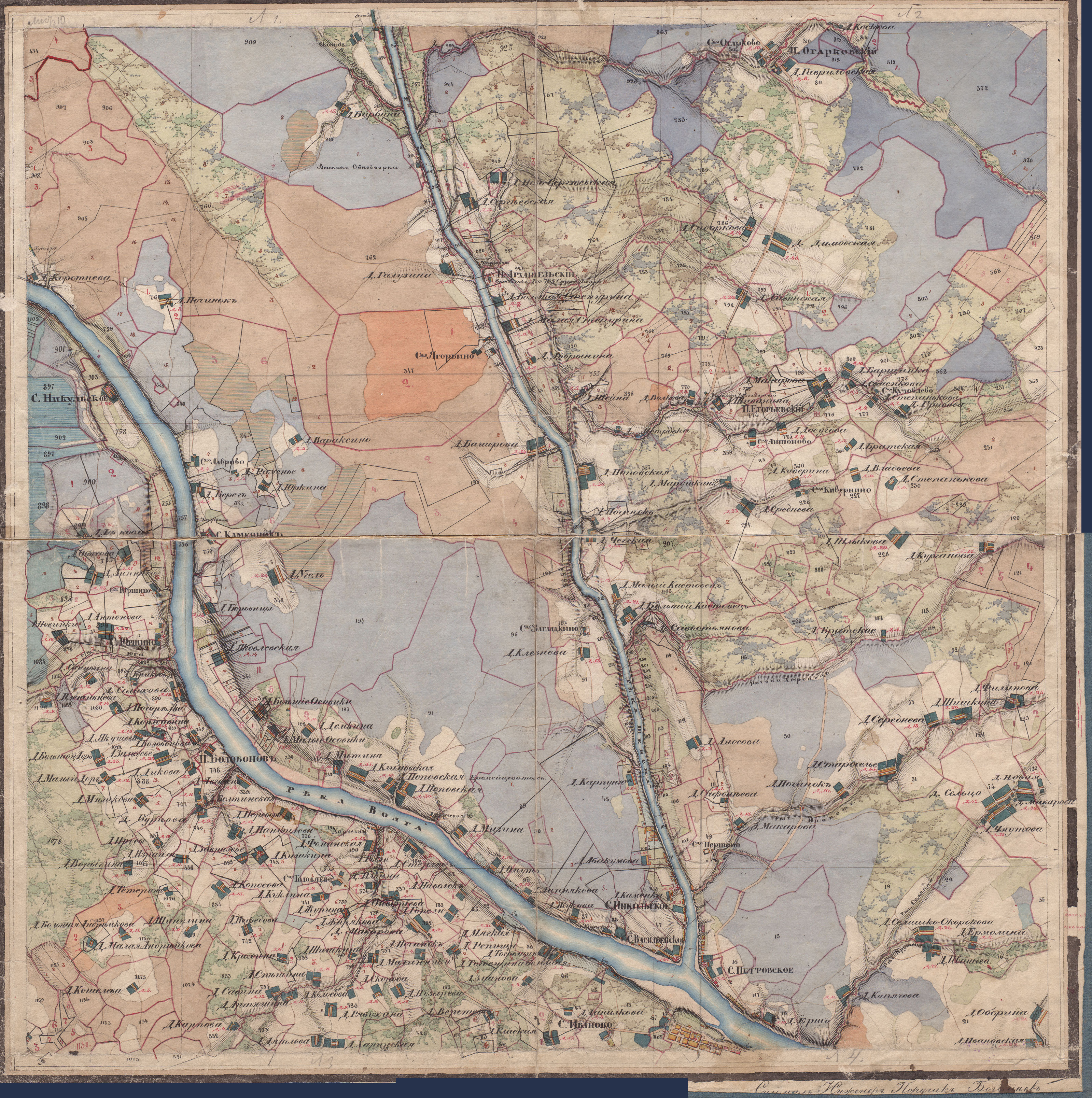
Северные окрестности Рыбинска, из «Атласа Ярославской губернии» 1858 года

На территории современного поселка ГЭС располагалось древнейшее городское поселение Усть-Шексна, впоследствии давшее начало поселению Рыбная слобода на правом берегу Волги и городу Рыбинску. Находилось в месте впадения реки Шексны в Волгу.
В середине 19 века в этом месте существовало село Васильевское.
В 1935 году начинается строительство Рыбинской ГЭС. Плотину электростанции начали строить в 1 км севернее села Васильевское. К западу от села возникает рабочий поселок Шекснинский, для обеспечения стройки рабочей силой строятся исправительно-трудовые лагеря Волголага. Наследием той эпохи является исправительная колония строгого режима № 12, расположенная западнее посёлка.
В 1944 году территория входит в состав современного Рыбинска.
В послевоенный период западнее села Васильевское строится посёлок для энергетиков, представляющий собой массив двухэтажных жилых домов. С тех пор микрорайон практически не изменил свой вид. Свое название ГЭС-14 микрорайон приобрел от Рыбинской ГЭС, первоначально носившей номер 14.

## Застройка
Микрорайон ГЭС состоит из нескольких частей:

### Посёлок энергетиков

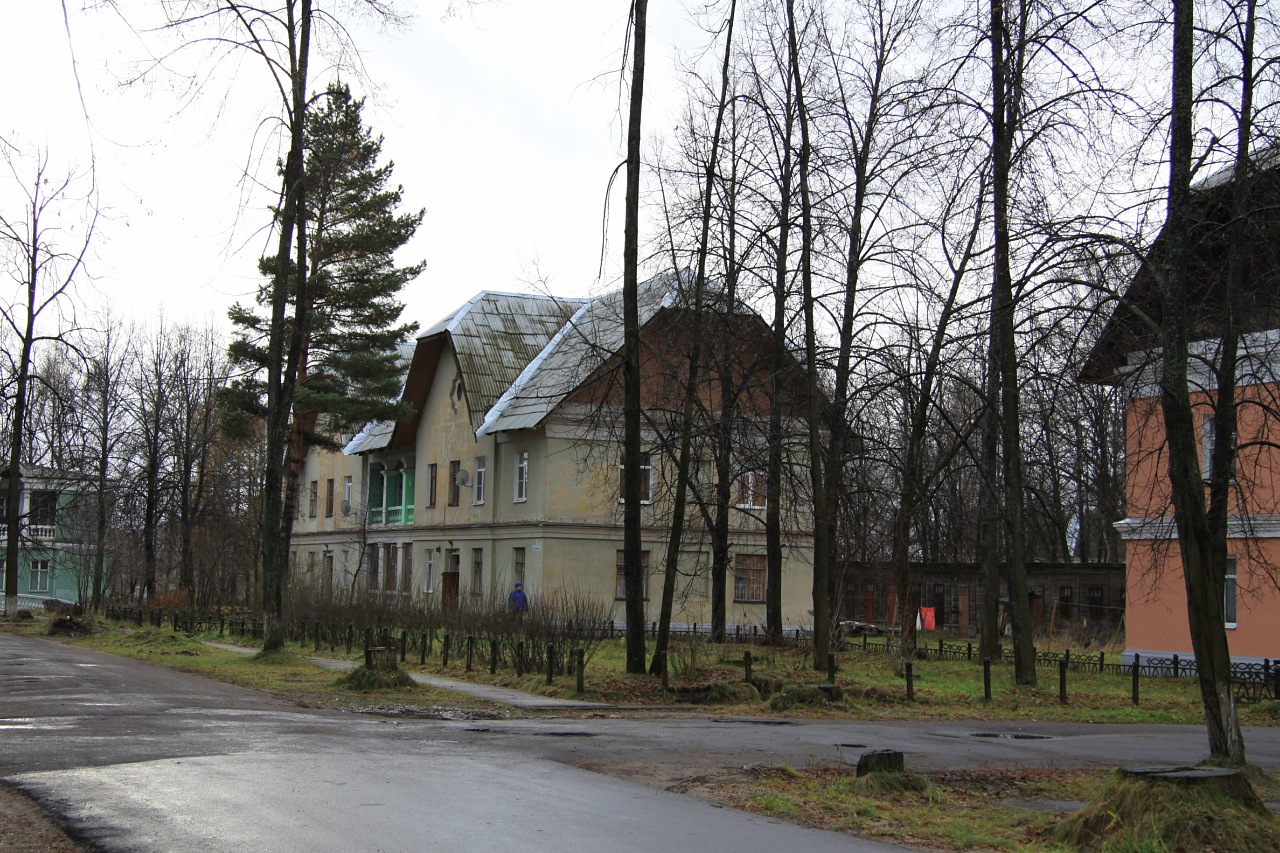
Улица в поселке

Основной и самой известной частью микрорайона является посёлок энергетиков, расположенный в западной части микрорайона. Он представляет собой массив типичных для послевоенного периода малоэтажных жилых домов послевоенной постройки. Массив содержит всего три улицы: параллельные Волге улицы Моисеенко и Гончарова и перпендикулярную им улицу Вяземского. Размер массива — 500 на 500 метров.

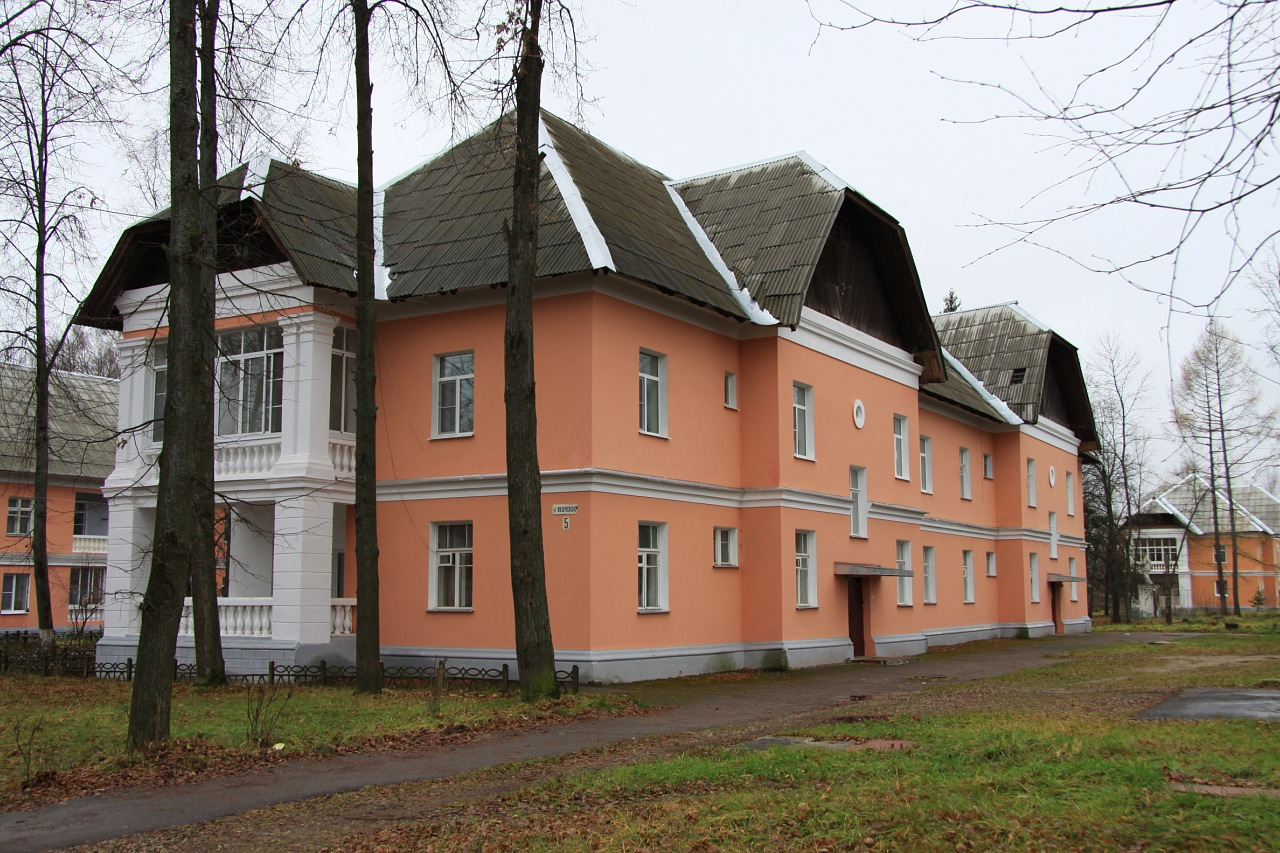
Жилой дом

Застройка посёлка представлена двухэтажными сталинскими домами, которые располагаются вдоль улиц. Дома выполнены по нестандартному для Рыбинска проекту и обладают оригинальной архитектурой. На этажах дома располагаются большие лоджии, имеющие ограду с фигурными балясинами. Лоджии поддерживают квадратные колонны со строгим декором. Крыши домов выполнены с большими фронтонами, из которых часть зашита деревом, а часть выложена вместе со стенами. Оригинально оформлены и слуховые окна чердаков. Окно заключено в центр восьмиконечной звезды. В похожем стиле выполнен и Дом культуры поселка ГЭС, расположенный на перекрестке улиц Гончарова и Вяземского и напоминающий дворянскую усадьбу. Перед Домом культуры расположен недействующий фонтан, также окруженный полукруглой оградой с балясинами.
Поселок энергетиков практически не изменился со времени постройки. На улицах сохранились фонари с оригинальными столбами, частично — литые чугунные ограды цветников перед домами, во дворах можно увидеть дровяные сараи. Улицы посёлка тихие и не широкие, больше напоминают пешеходные аллеи. Вдоль улиц растет большое количество деревьев и кустов, из-за чего посёлок утопает в зелени.

### Прочее
К юго-востоку от посёлка энергетиков располагается бывшее село Васильевское. В 1944 году оно было включено в состав города и исчезло как отдельный субъект, адресация производится по улицам. Застройка Васильевского ничем не отличается от обычного села и представляет собой индивидуальные жилые дома с земельными участками, в основном — деревянные избы. В Васильевском расположено кладбище.
Севернее Васильевского располагается массив дачных участков с хаотичной планировкой.
Западнее посёлка энергетиков также располагаются дачные участки, а также исправительная колония № 12 и несколько многоквартирных домов, относящихся к ней.

## Инфраструктура
В микрорайоне располагалась школа № 7. На данный момент она закрыта, в здании располагается православный монастырь. Ближайшие школы и детские сады находятся в микрорайоне Волжский в 2,5 км западнее посёлка.
В Доме культуры посёлка ГЭС организован музей советской эпохи.
В микрорайоне расположено почтовое отделение № 17.

## Достопримечательности

### Музей советской эпохи

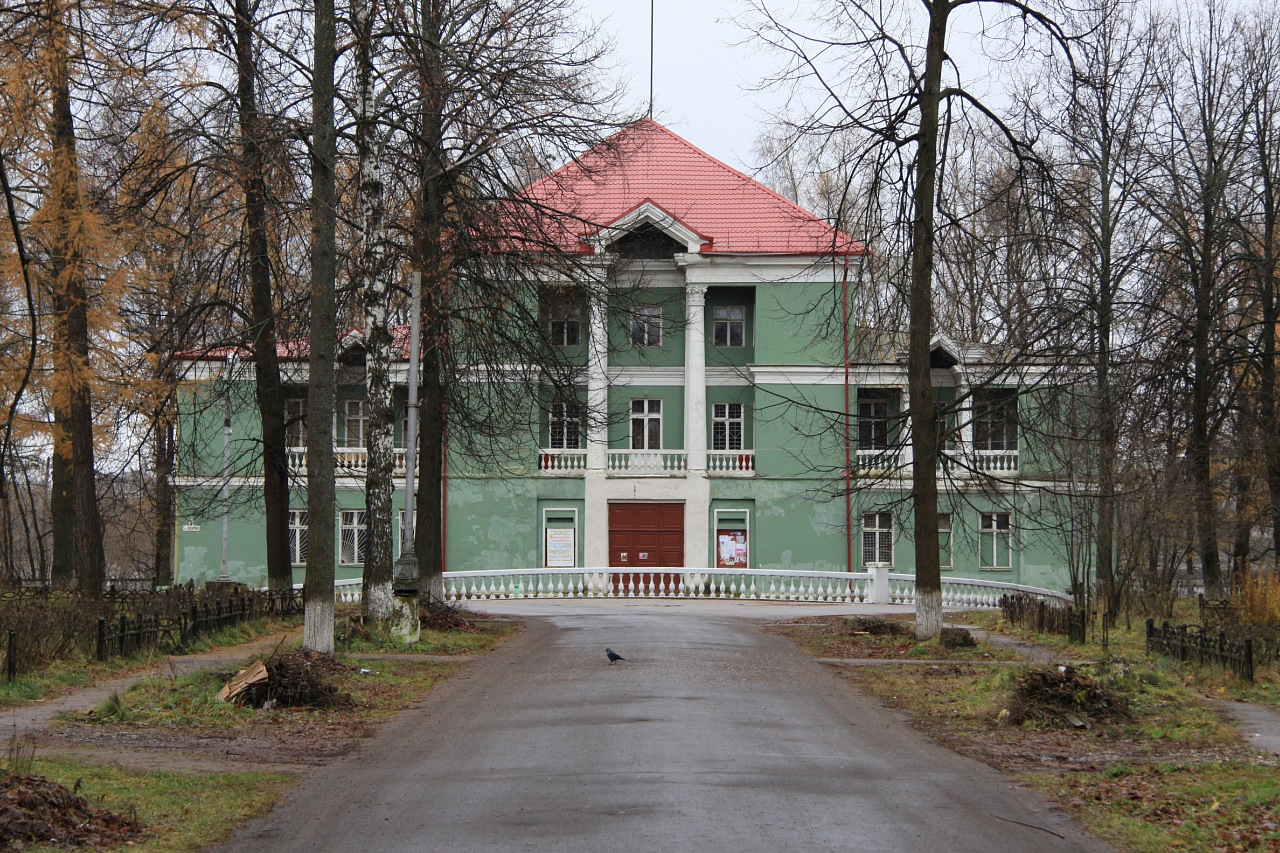
Дом культуры в поселке

Главной достопримечательностью микрорайона является Дом культуры посёлка ГЭС, являющийся филиалом Дворца культуры «Волжский» в одноименном микрорайоне. В ДК создана экспозиция «Советская эпоха», которая является одной из крупнейших в России и удачно дополняет атмосферу посёлка энергетиков, почти не изменившегося с послевоенных времен. Экспозиция занимает всё здание ДК и охватывает различные периоды советской истории. В рамках экспозиции в ДК воссозданы интерьеры советского кинозала, в котором показывают киножурнал «Фитиль», послевоенного кабинета партийного работника, советской столовой, большой коммунальной квартиры. В музее представлена коллекция советской аудиотехники различного времени, работают выставки «Под водами рукотворного моря», «Рыбинск. Речной порт», «Спорт Рыбинска. Советский период», «Музыкальная культура. Люди и время».
Музей работает по предварительной заявке. Билет на выставку стоит 100 рублей.
Возле Дома культуры планируется создать аллею советских скульптур.

### Усть-Шексна

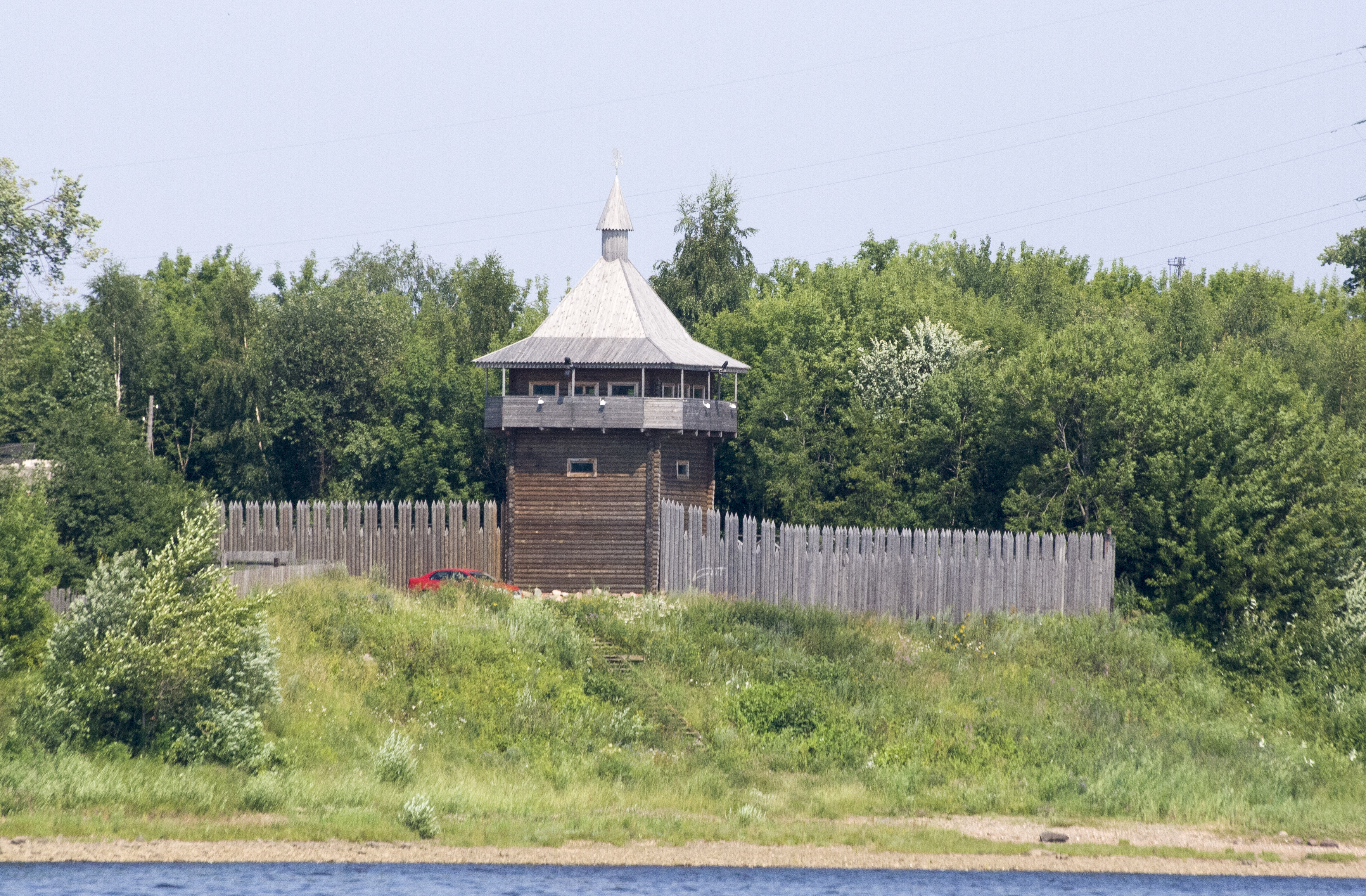
Памятник археологии «Усть-Шексна»

В юго-восточной части микрорайона на стрелке рек Шексны и Волги находится памятник археологии «Усть-Шексна». Здесь к 935-летию о первом летописном упоминании Усть-Шексны возведён памятный знак — стилизованная сторожевая башня с частоколом. Рядом с ней построена часовня Василия Великого. 

### Кино
В микрорайоне ГЭС-14 снимался сериал «Легавый».

### Архитектура
При разработке генерального плана Рыбинска 2008 года Российский институт градостроительства и инвестиционного развития «Гипрогор» назвал посёлок ГЭС и Северный микрорайон памятниками советской эпохи и рекомендовал сохранять их в полной неприкосновенности.

## Транспорт
Основные автодороги подходят к микрорайону с северо-запада. С микрорайоном Волжский посёлок ГЭС-14 связывает улица Рокоссовского. Она пересекается улицей Моисеенко и с дорогой, идущей в сторону Шекснинского шоссе. Шекснинское шоссе проходит по плотине Рыбинской ГЭС и связывает ГЭС-14 с микрорайоном Заволжье-1 и дорогой Р104, ведущей в города Пошехонье и Череповец.
Возле перекрестка в поселке располагается конечная автобусная остановка «ГЭС-14» автобусных маршрутов № 5, 14 и 16.
Микрорайон географически близок к городскому центру — на противоположном берегу Волги находится Северный микрорайон. Однако из-за отсутствия прямого моста через Волгу путь до центра города через ГЭС и Рыбинский мост составляет 14 км. Путь через микрорайон Волжский, водосбросную плотину ГЭС, дамбу и микрорайон Переборы до основной части города (микрорайоны Веретье-2 и Прибрежный) составляет 15 км.